# 桃源街道 (大连市)
桃源街道，是中华人民共和国辽宁省大連市中山区下辖的一个乡镇级行政单位。

## 行政区划
桃源街道下辖以下地区：
长利社区、自由社区、洪顺社区、桃源社区、震海社区、医校社区、高尚社区、滨海社区和舰院社区。